# Аллерц, Мерта
Мерта Аллерц (швед. Märta Allertz; во многих источниках часто ошибочно фигурирует под именем Брита Аллерц; 1628 ― до 1677) ― любовница короля Швеции Карла X и мать его незаконнорожденного сына — графа Густава Карлсона.

## Биография
Мерта Аллерц был дочерью богатого городского советника Стокгольма Класа Аллерта (ум. 1650) и Бритты Якобсдоттер, которая занималась торговлей пшеницы. Она познакомилась с будущим королём Карлом X и его братьями и сёстрами благодаря деловым связям своих родителей: они оказывали финансовую помощь королевской семье, а конкретно её мать имела деловые отношения с Яном Казимиром, продавая ему пшеницу, выращенную в графстве Стегеборг, где Ян Казимир был губернатором. Мерта и Карл завели любовные отношения после его возвращения из Германии в 1646 году. В 1647 году у них родился сын Густав Карлсон. Принц сразу признал его своим ребёнком. Первые три года мальчик провел со своей матерью, в 1650 году он был отдан на воспитание Магнусу Габриэлю Делагарди и в 1674 году был возведен в дворянское состояние.
В отличие от других любовниц членов шведской королевской семьи, Аллерц не вышла замуж сразу после разрыва отношений с Карлом. Принц послал матери Мерты несколько денежных подарков, а в 1665 году Аллерц лично получила восемь поместий от вдовствующей королевы Гедвиги Элеоноры. К этому времени она уже не находилась под опекой своей матери, была замужем и имела детей от этого брака.
Год её смерти неизвестен: она точно ещё была жива в 1665 году и, несомненно, умерла около 1677 года, когда была составлена опись её наследства.